# Горная зебра
Горная зебра (лат. Equus zebra) — вид млекопитающих из семейства лошадиных (Equidae) отряда непарнокопытных, самый мелкий вид зебр. Выделяют два подвида: горную зебру Хартмана (Equus zebra hartmannae) и капскую горную зебру (Equus zebra zebra).

## Внешность
От бурчелловой зебры горная зебра отличается более широкими чёрными полосами и более тонкими белыми промежутками, из-за чего она кажется более тёмной. «Теневые полосы» равнинной зебры отсутствуют. На ногах полосы доходят до самых копыт. Вес горной зебры составляет в среднем от 260 до 370 кг при длине около 2,20 м и высоты в холке от 1,2 до 1,5 м. Горная зебра Хартмана в среднем немного крупнее и отличается более тонкими чёрными полосами, чем горная капская зебра.

## Распространение
Ареал горной зебры значительно меньше ареала бурчелловой зебры. Она встречается на горных плато Намибии и Южной Африки на высоте до 2 000 м. Горная зебра Хартмана обитает в Намибии, а горная капская зебра в окрестностях Мыса Доброй Надежды.

## Поведение
Горные зебры живут в небольших группах, не привязанных к собственному ареалу. Такие группы состоят из одного взрослого самца, около пяти самок и их детёнышей. По отношению к вожакам других групп самец может выступать довольно агрессивно. Свою группу он возглавляет от пяти до пятнадцати лет, прежде чем быть вытесненным со своей позиции более молодым соперником. 
Самки могут оставаться в группе всю свою жизнь, однако если группа становится слишком большой, они могут и отделиться. Тогда лидерство в отколовшейся группе перенимает подрастающий самец. Помимо семейных групп существуют и группы молодых самцов, ещё не основавших собственную группу. Старые самцы, изгнанные более молодыми, также иногда объединяются в отдельные группы.

## Угрозы
Капская горная зебра сегодня истреблена на всех территориях, за исключением нескольких заповедников и национальных парков (Мыс Доброй Надежды, Бонтебок, Кару и Национальный парк «Горная зебра»). На неё велась столь интенсивная охота, что при подсчёте популяции в 1937 году в ЮАР были зафиксированы только 45 живых горных зебр. Для спасения подвида был основан Mountain Zebra National Park, в котором сегодня живут 350 горных зебр. Примерно такое же количество этих животных живёт на других охраняемых территориях Южной Африки. МСОП относит подвид капских горных зебр к животным под угрозой, однако они больше не считаются находящимися непосредственно под угрозой исчезновения.
Хотя ситуация с горной зеброй Хартмана обстоит немного лучше, её популяция за последнее время снизилась. Всего в Намибии насчитывается 15 тысяч горных зебр Хартмана, что в восемь раз меньше, чем в начале XX века. Главной причиной сокращения их популяции является отстреливание со стороны разводящих скот фермеров, которые таким образом стремятся сохранить пастбища для своего скота. ВСОП уже относит и горных зебр Хартмана к животным под угрозой.

## Кладограмма
Ниже приведена упрощённая кладограмма, основанная на анализе 2005 года (некоторые таксоны облают общими гаплотипами и, следовательно, не могут быть дифференцированы):
|  | \| \| Квагга (E. q. quagga) \| \| \| \| \| \| Зебра Бурчелла (E. q. antiquorum)/Зебра Чапмана (E. q. chapmani) \| \| \| \| |
|  | |
|  | Зебра Гранта (E. q. boehmi)                                                                                                |
|  | |
|  | Квагга (E. q. quagga) |
|  | |
|  | Зебра Бурчелла (E. q. antiquorum)/Зебра Чапмана (E. q. chapmani)                                                           |
|  | |

|  | Квагга (E. q. quagga)                                            |
|  |                                                                  |
|  | Зебра Бурчелла (E. q. antiquorum)/Зебра Чапмана (E. q. chapmani) |
|  |                                                                  |

|  | \| \| Квагга (E. q. quagga) \| \| \| \| \| \| Зебра Бурчелла (E. q. antiquorum)/Зебра Чапмана (E. q. chapmani) \| \| \| \| |
|  | |
|  | Зебра Гранта (E. q. boehmi)                                                                                                |
|  | |
|  | Квагга (E. q. quagga) |
|  | |
|  | Зебра Бурчелла (E. q. antiquorum)/Зебра Чапмана (E. q. chapmani)                                                           |
|  | |

|  | Квагга (E. q. quagga)                                            |
|  |                                                                  |
|  | Зебра Бурчелла (E. q. antiquorum)/Зебра Чапмана (E. q. chapmani) |
|  |                                                                  |

|  | \| \| Квагга (E. q. quagga) \| \| \| \| \| \| Зебра Бурчелла (E. q. antiquorum)/Зебра Чапмана (E. q. chapmani) \| \| \| \| |
|  | |
|  | Зебра Гранта (E. q. boehmi)                                                                                                |
|  | |
|  | Квагга (E. q. quagga) |
|  | |
|  | Зебра Бурчелла (E. q. antiquorum)/Зебра Чапмана (E. q. chapmani)                                                           |
|  | |

|  | Квагга (E. q. quagga)                                            |
|  |                                                                  |
|  | Зебра Бурчелла (E. q. antiquorum)/Зебра Чапмана (E. q. chapmani) |
|  |                                                                  |

|  | \| \| Квагга (E. q. quagga) \| \| \| \| \| \| Зебра Бурчелла (E. q. antiquorum)/Зебра Чапмана (E. q. chapmani) \| \| \| \| |
|  | |
|  | Зебра Гранта (E. q. boehmi)                                                                                                |
|  | |
|  | Квагга (E. q. quagga) |
|  | |
|  | Зебра Бурчелла (E. q. antiquorum)/Зебра Чапмана (E. q. chapmani)                                                           |
|  | |

|  | Квагга (E. q. quagga)                                            |
|  |                                                                  |
|  | Зебра Бурчелла (E. q. antiquorum)/Зебра Чапмана (E. q. chapmani) |
|  |                                                                  |